# Adalbert z Ivrei
Adalbert z Ivrei (ur. ok. 936; zm. 18 kwietnia 971 r.) – król Włoch z dynastii Anskarydów w latach 961–963, koregent od 950 jako Adalbert oraz margrabia Ivrei w latach 961–965 jako Adalbert II.

## Życiorys
Adalbert był najstarszym legalnym synem Berengara II z Ivrei oraz Willi Toskańskiej. Jego ojciec od ok. 935 roku był margrabią Ivrei; w 945 wzniecił powstanie przeciwko panującej dynastii z Arles. Odtąd przejął on faktyczną władzę nad Włochami, a 5 lat później wypędził Lotara II z Arles. 15 grudnia 950 roku Berengar i Adalbert zostali koronowani na odpowiednio króla i koregenta Włoch. Król-ojciec chciał zmusić wdowę po Lotarze, św. Adelajdą Burgundzką, do małżeństwa ze sobą. Ta wezwała na pomoc cesarza Ottona I, swego dalekiego krewnego i zarazem wdowca, który sam ją poślubił. 7 sierpnia 952 Otto zhołdował władców Włoch, pozwalając im jednak zachować tylko formalne tytuły.
Wiosną lub latem 951 r., czyli jeszcze przed ojcem, książę szwabski Ludolf wyruszył z wojskiem do Italii. Chciał w ten sposób zabezpieczyć swoje prawa do włoskiego tronu, które nabył poprzez małżeństwo. Berta, matka Adelajdy i Ida, żona Ludolfa były przyrodnimi siostrami. Obie poprzez matkę Regelindę pochodziły z włoskich Karolingów. Wyprawa Ludolfa spotkała się z przeciwdziałaniem jego stryja księcia bawarskiego Henryka I, ale znalazł on innego sojusznika, Konrada Czerwonego. Włochy nie były jednak na długo areną wojny, bowiem w 955 nastąpił najazd Węgrów na Niemcy, co spowodowało powrót Ludolfa. Ten ostatni powrócił do Włoch w 956 roku, by zwalczyć bunt Berengara. Ludolf odnosił znaczne zwycięstwa i zmusił Adalberta do ucieczki do Werony, ale w 957 niespodziewanie zmarł na febrę.
W 953 rozpoczął oblężenia hrabiego Canossy Azzo Adalberta w tym samym zamku, w którym dwa lata wcześniej więziona była Adelajda Burgundzka. W 960 razem ze swoim ojcem wystąpił przeciwko papieżowi Janowi XII, co dało cesarzowi pretekst do zaatakowania władców z Ivrei. Otton I wypędził królów z Włoch (Adalbert trafił do Burgundii i sam koronował się na cesarza rzymskiego, a tym samym króla Włoch. Wkrótce powrócił do Włoch, chcąc zająć Pawię, stolicę. Przeszkodziła mu w tym jednak inwazja Szwabów pod wodzą Burcharda III. Tylko opór braci, Gwidona i Konrada, zniechęcił go do walczenia z nimi nad Padem, w której zginął Gwidon, jego brat. Przez następne 3 lata szukał na wybrzeżach Morza Śródziemnego sojuszników. Próbował jeszcze uzyskać poparcie Bizancjum dla swego powrotu na tron, ale w 963 ostatecznie zrezygnował z roszczeń o tron i zbiegł do Francji. Formalnie zachował tytuł margrabiego Ivrei od śmierci ojca w 966 do swojej śmierci, ale został on już w 965 roku nadany jego bratu Konradowi, który został sprzymierzeńcem Ottona I. Adalbert zmarł najprawdopodobniej 18 kwietnia 971 roku.

## Małżeństwo i potomstwo
Z małżeństwa z Gebirgą z Mâcon (zm. 11 grudnia między 986 a 991), zawartego ok. 956 roku miał następujące dzieci:
- Otto Wilhelma, który został adoptowany przez swego ojczyma Ottona-Henryka I Burgundzkiego i został jego następcą na stanowisku hrabiego Burgundii
- Gizelę (983–1020), żonę Anzelma, księcia Montferratu
- Harduina (zm. 1015), margrabiego Ivrei
- Gilberta (zm. 1030), margrabiego Ivrei
- Amadeusza